# Рокаспарвера
Рокаспарвера (итал. Roccasparvera) је насеље у Италији у округу Кунео, региону Пијемонт.
Према процени из 2011. у насељу је живело 410 становника. Насеље се налази на надморској висини од 674 м.

## Становништво
Према резултатима пописа становништва 2011. у општини је живело 737 становника.
| 1931. | 1936. | 1951. | 1961. | 1971. | 1981. | 1991. | 2001. | 2011. |
| ----- | ----- | ----- | ----- | ----- | ----- | ----- | ----- | ----- |
| 993   | 907   | 862   | 739   | 646   | 638   | 589   | 672   | 737   |

## Партнерски градови
- Reillanne